# Отъясский сельсовет
Отъясский сельсовет — сельское поселение в Сосновском районе Тамбовской области Российской Федерации.
Административный центр — село Отъяссы.

## История
Статус и границы сельского поселения установлены Законом Тамбовской области от 17 сентября 2004 года № 232-З «Об установлении границ и определении места нахождения представительных органов муниципальных образований в Тамбовской области».

## Население
| 2010  | 2012  | 2013  | 2014  | 2015  | 2016  | 2017  |
| ----- | ----- | ----- | ----- | ----- | ----- | ----- |
| 1621  | ↗1649 | ↘1646 | ↘1583 | ↘1557 | ↘1509 | ↘1439 |
| 2018  | 2019  | 2020  | 2021  |       |       |       |
| ↘1418 | ↘1364 | ↘1355 | ↘1297 |       |       |       |

## Состав сельского поселения
| № | Населённый пункт | Тип населённого пункта       | Население |
| - | ---------------- | ---------------------------- | --------- |
| 1 | Дмитриевка       | село                         | 21        |
| 2 | Мамонтово        | село                         | 22        |
| 3 | Отъяссы          | село, административный центр | 1099      |
| 4 | Русский          | посёлок                      | 56        |
| 5 | Русское          | село                         | 315       |
| 6 | Хлебниково       | село                         | 108       |

### Упразднённые населённые пункты
посёлок Раменка